# منتخب مصر لكرة الطائرة للناشئين
يمثل منتخب مصر لكرة الطائرة للرجال تحت 19 سنة، ويمثل مصر في المسابقات الدولية للكرة الطائرة والمباريات الودية. يعد الفريق أحد فرق الدول الرائدة في كرة الطائرة الرجالية في القارة الأفريقية، حيث فاز ببطولة إفريقيا أربع مرات.

## نتائج

### بطولة العالم للناشئين
| بطولة العالم للناشئين | بطولة العالم للناشئين | بطولة العالم للناشئين | بطولة العالم للناشئين | بطولة العالم للناشئين | بطولة العالم للناشئين | بطولة العالم للناشئين | بطولة العالم للناشئين |          |
| السنة                 | الدور                 | المركز                | عدد المباريات         | الفوز                 | خسارة                 | مجموعات فوز           | مجموعات خسارة         |          |
| --------------------- | --------------------- | --------------------- | --------------------- | --------------------- | --------------------- | --------------------- | --------------------- | -------- |
| 1989                  | لم يتاهل              | لم يتاهل              | لم يتاهل              | لم يتاهل              | لم يتاهل              | لم يتاهل              | لم يتاهل              | لم يتاهل |
| 1991                  | لم يتاهل              | لم يتاهل              | لم يتاهل              | لم يتاهل              | لم يتاهل              | لم يتاهل              | لم يتاهل              | لم يتاهل |
| 1993                  |                       | الثامن                |                       |                       |                       |                       |                       |          |
| 1995                  | لم يتاهل              | لم يتاهل              | لم يتاهل              | لم يتاهل              | لم يتاهل              | لم يتاهل              | لم يتاهل              | لم يتاهل |
| 1997 ‏                 | لم يتاهل              | لم يتاهل              | لم يتاهل              | لم يتاهل              | لم يتاهل              | لم يتاهل              | لم يتاهل              | لم يتاهل |
| 1999                  | لم يتاهل              | لم يتاهل              | لم يتاهل              | لم يتاهل              | لم يتاهل              | لم يتاهل              | لم يتاهل              | لم يتاهل |
| 2001                  |                       | الرابع                |                       |                       |                       |                       |                       |          |
| 2003                  |                       | التاسع                |                       |                       |                       |                       |                       |          |
| 2005                  |                       | التاسع                |                       |                       |                       |                       |                       |          |
| 2007                  |                       | ال 16                 |                       |                       |                       |                       |                       |          |
| 2009                  |                       | ال 13                 |                       |                       |                       |                       |                       |          |
| 2011                  |                       | ال 12                 |                       |                       |                       |                       |                       |          |
| 2013                  |                       | ال 12                 |                       |                       |                       |                       |                       |          |
| 2015                  |                       | ال 20                 |                       |                       |                       |                       |                       |          |
| 2017                  |                       | السادس                |                       |                       |                       |                       |                       |          |
| 2019                  |                       | الرابع                |                       |                       |                       |                       |                       |          |
| مجموع                 | 0 العدد               | 11/16                 |                       |                       |                       |                       |                       |          |

## 2019
وتضم قائمة منتخب مصر الحاصل على المركز الرابع في بطولة العالم للكرة الطائرة ناشئين 2019 كلا من اللاعبين، محمد علوان وعمر ديغيام واحمد عبد العظيم مروان النجار وعبد الرحمن الحسينى وانس محمد وكريم ابراهيم وإياد محمد ومحمد العرابى ويوسف نصير ويوسف جعفر وإبراهيم رسلان  ويدربهم المدير الفني حسن الحصري.

## انظر ايضا
- بطولة العالم للكرة الطائرة ناشئين 2019